# 穆瓦萨
穆瓦萨（法語：Moissat，法語發音：[mwasa]）是法国多姆山省的一个市镇，属于克莱蒙费朗区。

## 地理
穆瓦萨（45°46'39"N, 3°21'29"E）面积13 平方千米，位于法国奥弗涅-罗讷-阿尔卑斯大区多姆山省，该省份为法国中南部省份，北起阿列省接壤，东临卢瓦尔省，南至上盧瓦爾省和康塔爾省，西接科雷兹省和克勒兹省。
与穆瓦萨接壤的市镇（或旧市镇、城区）包括：布泽勒、埃斯皮拉、格莱讷-蒙泰居、勒祖、拉韦勒、雷尼亚、塞沙勒。

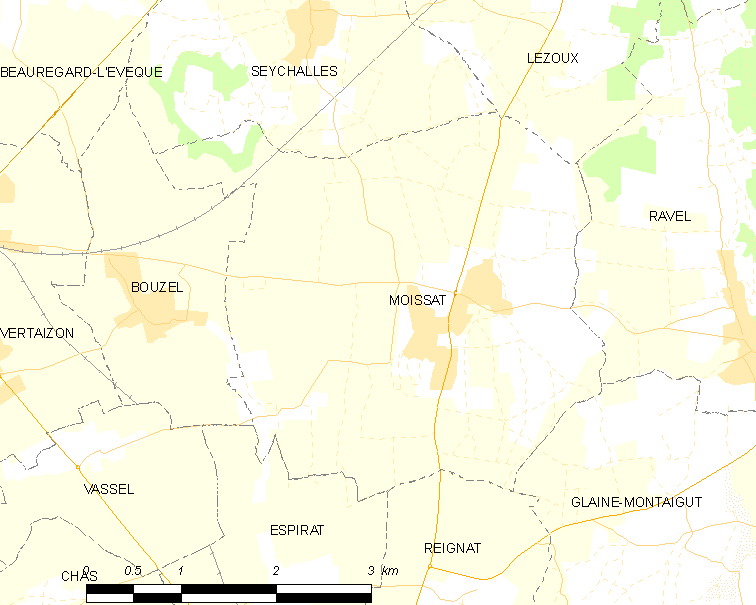
穆瓦萨的OSM定位图

穆瓦萨的时区为UTC+01:00、UTC+02:00（夏令时）。

## 行政
穆瓦萨的邮政编码为63190，INSEE市镇编码为63229。

## 政治
穆瓦萨所属的省级选区为勒祖县。

## 人口

1962-2008年间穆瓦萨人口变化图示

穆瓦萨于2022年1月1日时的人口数量为1256人。